# Isla de Carache
Carache también escrito como Caraxe (en portugués: Ilha de Carache, o Ilha de Caraxe) es una isla del océano Atlántico que geográficamente está incluida en las Islas Bijagós, en el país africano de Guinea-Bisáu,  entre la Isla Caravela al noroeste (y separada de esta última por el Canal de Ninquim), y la Isla de Enu al sureste, siendo la isla más cercana a Carache la de "Dos Porcos" a 450 metros. Su superficie es de 80 km², administrativamente es parte de la Región de Bolama en la parte costera de ese país.
Las localidades de Ampincha, Cuchame, Tingaga y Binte están ubicadas en la mitad norte de la isla. La ciudad principal está situada cerca del centro de Binte.